# Nassarawa Egon
Nassarawa Egon è una città della Repubblica Federale della Nigeria appartenente allo Stato di Nassarawa. È capoluogo dell'omonima area a governo locale (local government area) che si estende su una superficie di 1.208 km² e conta una popolazione di 149.129 abitanti.